# حديقة فريال
حديقة فريال تقع في مدينة بورسعيد، مصر. سميت على اسم الأميرة فريال ابنة الملك فاروق. تعتبر الحديقة معلم سياحي بالمدينة، تضم الحديقة مساحات خضراء وزهور ونباتات وأشجار بأشكال جمالية، وطاحونة حمراء تكون مركزًا لكاميرات المراقبة، فضلًا عن كوبري خشبي وعدد من الجداريات التي تحكي مقتطفات من تاريخ بورسعيد، بالإضافة إلى مسرح، ومسجد على الطراز الأندلسي، وأماكن جلوس خاصة لكبار السن، وأعمدة ديكورية.

## التاريخ
شهد مكان الحديقة حفل افتتاح قناة السويس حيث اختارت الدائرة السنية الخديوية هذا المكان وأقيم عليه الحفل الذي وصف بالأسطوري وحضره ملوك وأمراء من أوروبا.